# Helmut Schleich

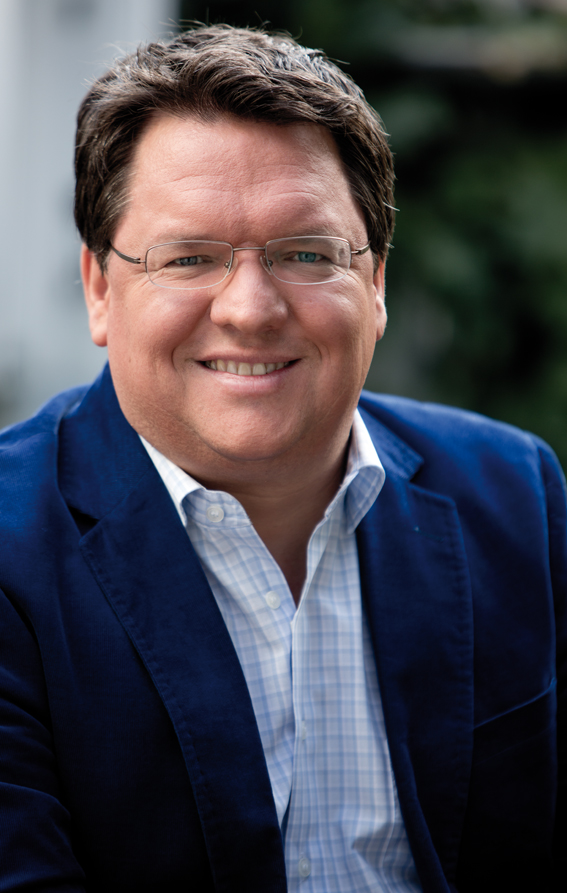
Helmut Schleich, 2014

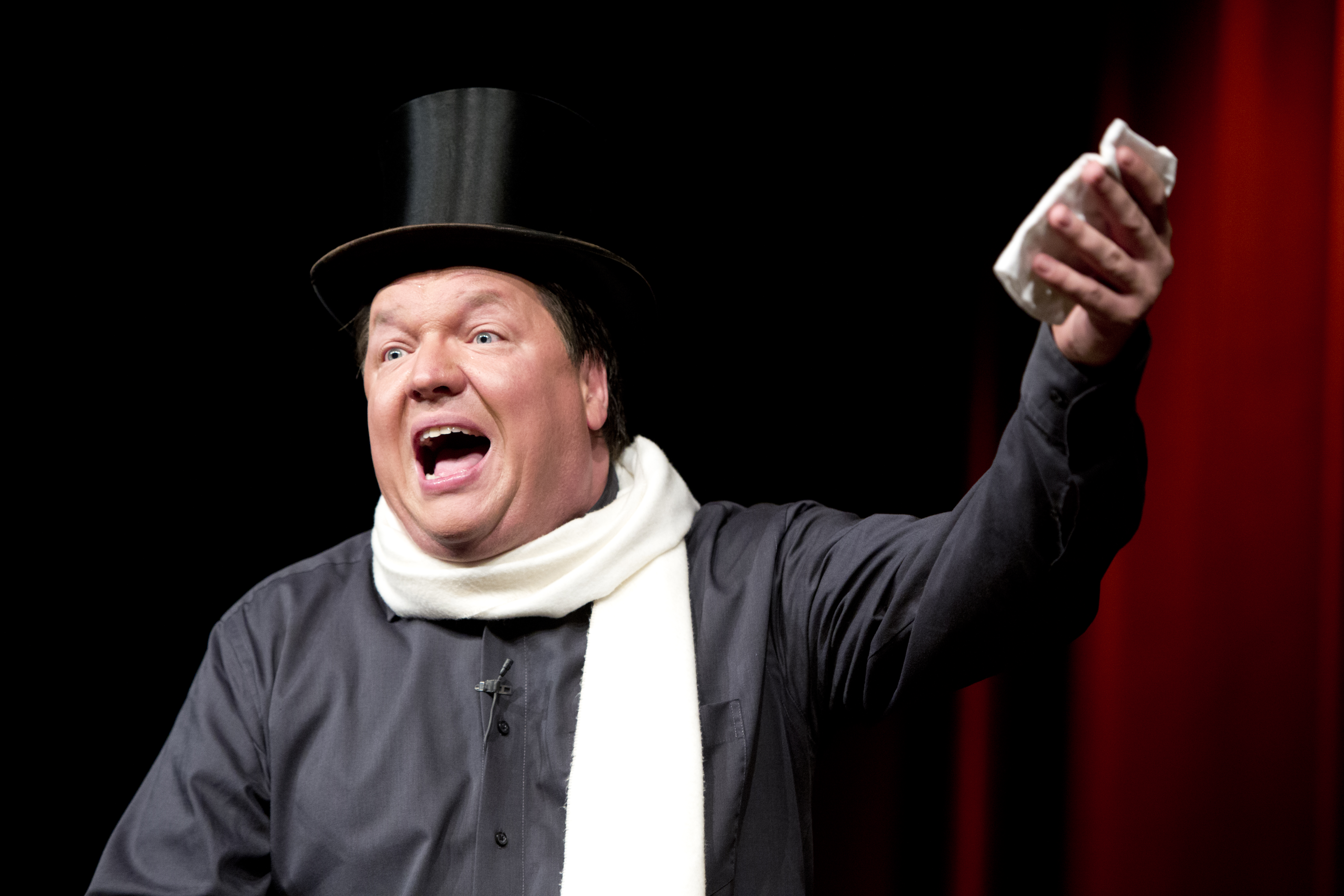
Helmut Schleich als Heinrich von Horchen

Helmut Schleich (* 28. Juli 1967 in Schongau) ist ein deutscher Kabarettist und Parodist.

## Leben und Karriere
Die noch nicht volljährige Mutter ließ Helmut Schleich bei den Großeltern in Schongau aufwachsen. Mit dem Tod der Großmutter folgte für den Sechsjährigen sowohl der Umzug mit seiner Mutter nach München als auch der damit verbundene Schulwechsel.
Helmut Schleich gründete 1983 als Achtklässler zusammen mit Christian Springer und Andreas Rüttenauer die Kabarettgruppe Fernrohr. Sie schufen bis 1997 zehn Bühnenprogramme und gehören zu den Mit-Initiatoren des Münchner Kleinkunst-Nachwuchspreises Kabarett Kaktus.
Seit 1998 tritt Helmut Schleich als Solokünstler auf und erhielt für sein erstes Bühnenprogramm den Nachwuchspreis Paulaner Solo.
Seit 2001 spielt er den Getränkemarkt-Besitzer Heinzi Liebl in der Comedy-Serie Spezlwirtschaft im Bayerischen Fernsehen. Von 2003 bis 2011 waren Christian Springer und Helmut Schleich Heinzi und Kurti auf Bayern 1. Es folgten Auftritte in der Grünwald Freitagscomedy.
In den Jahren 2006, 2007 und 2010 trat Schleich in der Münchner Philharmonie im Gasteig beim Aschermittwoch der Kabarettisten auf. Zusammen mit Sebastian Knözinger lud er im Sommer 2007 erstmals mit dem Programm Gamsbart Ahoi zu einem „kabarettistischen Heimatabend auf hoher See“ an Bord eines Ausflugsdampfers auf dem Chiemsee. Im Mai 2009 brachten Schleich und seine Mitstreiter von Gamsbart Ahoi zudem auf Schloss Herrenchiemsee unter Mitwirkung der chinesischen Wagner-Sopranistin Qiu Lin Zhang das Programm Ludwig IV. – Ein echter König geht nicht unter zur Aufführung.
Beim Singspiel des traditionellen Starkbieranstichs auf dem Nockherberg übernahm Schleich 2007 und 2008 die Rolle von Kurt Beck, 2009 stellte er auch dessen Nachfolger als SPD-Vorsitzenden, Frank-Walter Steinmeier, dar. 2010 spielte er auf der Bühne am Nockherberg die Rolle des früheren bayerischen Ministerpräsidenten Franz Josef Strauß. Strauß ist seine Paraderolle, die auch in seiner Sendung SchleichFernsehen regelmäßig vorkommt.
Seit September 2009 lieh Schleich als Nachfolger des verstorbenen Jörg Hube der Figur des CSU-Bundestagsabgeordneten Max Froschhammer in der Politsatire Der große Max seine Stimme.
In Sendungen wie Ottis Schlachthof und Neues aus der Anstalt parodierte er Ottfried Fischer, Papst Benedikt XVI., Franz Josef Strauß und Sigmund Gottlieb alias Traugott Sieglieb. Von Juni 2011 bis November 2023 moderierte er die Kabarettsendung SchleichFernsehen im BR Fernsehen. Außerdem war er regelmäßig im kabarettistischen Wochenrückblick des Bayerischen Fernsehens Nix für ungut zu sehen. Mit Angespitzt auf Bayern2 und mit Schleichweg durch München (Münchner Merkur und tz) veröffentlicht er wöchentlich Kolumnen.
Das Soloprogramm Nicht mit mir! stellte er im April 2011 in der Münchner Lach- und Schießgesellschaft vor. 2013 veröffentlichte er zusammen mit Thomas Merk sein Buch Daheim is ned dahoam. Sein Soloprogramm Ehrlich hatte im Mai 2014 im Münchner Lustspielhaus Premiere. Am 1. Mai 2018 startete sein neues Programm Kauf, Du Sau! wiederum im Münchner Lustspielhaus. Mit Uwe Steimle spielt er mit Mir san mir ... und mir ooch einen bayerisch-sächsischen Freundschaftabend.
Seit 2023 spielt er sein aktuelles Soloprogramm "Das kann man so nicht sagen". Seit 29. Mai 2025 läuft seine neue BR-Fernsehsendung "Schleich pur".
Helmut Schleich hat mit Martina Schnell drei Kinder.

## Kritik
Im April 2021 geriet Schleich für seine schwarz geschminkte Figur „Maxwell Strauß“ in die Kritik, nachdem ihm der Journalist Malcolm Ohanwe auf Twitter Blackfacing vorgeworfen hatte. „Maxwell Strauß“ ist ein fiktiver unehelicher Sohn von Franz Josef Strauß, der heute Diktator eines fiktiven afrikanischen Landes ist und eine Mischung aus Englisch und Bairisch spricht. Schleich verteidigte die Figur mit dem Argument, sie zeige „den Import neokolonialer Strukturen aus dem globalen Norden nach Afrika auf.“ Marc Röhlig warf ihm im Spiegel „Ignoranz und Bequemlichkeit“ beim Thema Rassismus vor. Der Bayerische Rundfunk nahm die Figur daraufhin aus dem Programm.

## Soloprogramme
- 1998: Brauereifrei – Der Rausch packt aus
- 2001: Das Auge isst man mit
- 2005: Mutanfall – Ein Angsthase schießt zurück
- 2008: Der allerletzte Held
- 2011: Nicht mit mir!
- 2014: Ehrlich
- 2018: Kauf, Du Sau!
- 2023: Das kann man so nicht sagen

## Diskographie
- 2000: Brauereifrei, CD
- 2002: Das Auge isst man mit, CD
- 2005: Mutanfall, CD
- 2008: Der allerletzte Held, CD
- 2011: Nicht mit mir, CD
- 2012: Nicht mit mir, DVD
- 2015: Ehrlich, DVD
- 2015: SchleichFernsehen – Das Beste, DVD
- 2016: mir san mir – und mir ooch! – mit Uwe Steimle, CD
- 2017: Ehrlich, CD

## Serien
- 2002: Café Meineid
- 2006–2012: Spezlwirtschaft
- 2007–2010: Nockherberg
- 2008: Bulle von Tölz
- 2011–2023: Schleichfernsehen
- seit 2015: TZ & Münchner Merkur-Kolumne "Schleichweg"
- 2009–2016: OFF-Stimme "Max Froschhammer"
- seit 2017: B2 Radio-Kolumne "Angespitzt"
- seit 2018: Opern auf Bayrisch
- ab 2025: Schleich pur

## Bücher
- Daheim is ned dahoam, mit Thomas Merk, Langen-Müller, München 2013, ISBN 978-3-7844-3321-9
- Franz Josef Strauß – Mein Tagebuch von 1988 bis heute, Droemer, München 2013, ISBN 978-3-4262-7614-3
- Zugespitzt – Alles eine Frage der Perspektive, Langen-Müller, München 2024, ISBN 978-3-7844-3727-9

## Auszeichnungen
- 1998: Paulaner Solo 1. Preis
- 1999: Förderpreis des Bayerischen Kabarettpreises
- 1999: Stuttgarter Besen in Gold
- 2002: Hofer Theresienstein
- 2002: tz-Rosenstrauß
- 2002: AZ-Stern der Münchener Abendzeitung
- 2007: Kabarettpreis der Landeshauptstadt München[10]
- 2010: tz-Rosenstrauß
- 2012: Morenhovener Lupe
- 2012: Fränkischer Kabarettpreis (Ehrenpreis)
- 2013: Deutscher Kleinkunstpreis in der Sparte Kabarett
- 2015: Bayerischer Kabarettpreis (Hauptpreis)
- 2015: Zeck-Kabarettpreis (Hauptpreis)
- 2016: Ehrenfilser
- 2016: Leipziger Löwenzahn
- 2016: Unterföhringer Mohr (Publikumssieger)
- 2017: Salzburger Stier[11]
- 2018: Sigi-Sommer-Taler
- 2019: 36. Träger der schwäbischen Riegele-Bierkette
- 2019: Wiesnbierorden der Damischen Ritter
- 2025: Tassilo-Medaille des Fördervereins Bairische Sprache und Dialekte für die Erhaltung und Förderung der bairischen Sprache[12]